# Liste des députés de la IIIe législature de la Cinquième République
Cet article donne la liste des députés français de la IIIe législature (1967-1968), proclamés élus les 5 et 12 mars 1967. Les modifications apportées en cours de législature sont indiquées en notes. Pour chaque député, la liste précise le département de leur circonscription d'élection ainsi que le groupe dont ils font partie (les députés seulement apparentés à un groupe politique sont indiqués par un « a. » précédant le groupe).
Cette législature, ouverte le 3 avril 1967, s'est terminée par la dissolution de l'Assemblée le 30 mai 1968. Elle est la plus courte de la Cinquième République (14 mois).

## Composition des groupes
| Groupe | Groupe | Groupe                                                       | Partis                                            | Partis                                         |
| ------ | ------ | ------------------------------------------------------------ | ------------------------------------------------- | ---------------------------------------------- |
|        | PCF    | Groupe Communiste                                            |                                                   | Parti communiste français et apparentés        |
|        | FGDS   | Groupe de la Fédération de la gauche démocrate et socialiste |                                                   | Section française de l'Internationale ouvrière |
|        | FGDS   | Groupe de la Fédération de la gauche démocrate et socialiste | Parti radical                                     |                                                |
|        | FGDS   | Groupe de la Fédération de la gauche démocrate et socialiste | Union démocratique et socialiste de la Résistance |                                                |
|        | FGDS   | Groupe de la Fédération de la gauche démocrate et socialiste | Convention des institutions républicaines         |                                                |
|        | FGDS   | Groupe de la Fédération de la gauche démocrate et socialiste | Union des groupes et clubs socialistes            |                                                |
|        | FGDS   | Groupe de la Fédération de la gauche démocrate et socialiste | Union des clubs pour le renouveau de la gauche    |                                                |
|        | PDM    | Groupe du PDM                                                |                                                   | Centre démocrate                               |
|        | PDM    | Groupe du PDM                                                | Centre démocratie et progrès                      |                                                |
|        | PDM    | Groupe du PDM                                                | Centre républicain                                |                                                |
|        | PDM    | Groupe du PDM                                                | Centre national des indépendants et paysans       |                                                |
|        | UD-Ve  | Groupe de l'Union des démocrates pour la République          |                                                   | Union des démocrates pour la Ve République     |
|        | RI     | Groupe des Républicains indépendants                         |                                                   | Républicains indépendants                      |
|        | RI     | Groupe des Républicains indépendants                         | Centre national des indépendants et paysans       |                                                |
|        | NI     | Non-inscrits                                                 | Élus n'appartenant à aucun groupe                 | Élus n'appartenant à aucun groupe              |

## Liste
| Nom                                     |  | Groupe      | Circonscription                            |
| --------------------------------------- |  | ----------- | ------------------------------------------ |
| Abdoulkader Moussa Ali                  |  | UD-Ve       | Territoire français des Afars et des Issas |
| Pierre Abelin                           |  | PDM         | Vienne                                     |
| Aymar Achille-Fould                     |  | PDM         | Gironde                                    |
| Michel d'Aillières                      |  | RI          | Sarthe                                     |
| Paul Alduy                              |  | FGDS        | Pyrénées-Orientales                        |
| Yves Allainmat                          |  | FGDS        | Morbihan                                   |
| Maurice Andrieux                        |  | PCF         | Pas-de-Calais                              |
| Vincent Ansquer                         |  | UD-Ve       | Vendée                                     |
| Marcel Anthonioz                        |  | RI          | Ain                                        |
| Pierre Arraut                           |  | PCF         | Hérault                                    |
| Léon Ayme                               |  | FGDS        | Vaucluse                                   |
| Marie-Magdeleine Aymé de La Chevrelière |  | UD-Ve       | Deux-Sèvres                                |
| Albertine Baclet                        |  | UD-Ve       | Guadeloupe                                 |
| Louis Baillot                           |  | PCF         | Paris                                      |
| Jean Bailly                             |  | UD-Ve       | Territoire de Belfort                      |
| Robert Ballanger                        |  | PCF         | Seine-Saint-Denis                          |
| Paul Balmigère                          |  | PCF         | Hérault                                    |
| Paul Barberot                           |  | PDM         | Ain                                        |
| Raymond Barbet                          |  | PCF         | Hauts-de-Seine                             |
| Virgile Barel                           |  | PCF         | Alpes-Maritimes                            |
| Jacques Barrot                          |  | PDM         | Haute-Loire                                |
| Pierre Bas                              |  | UD-Ve       | Paris                                      |
| Henri Baudouin                          |  | a. UD-Ve    | Manche                                     |
| Jacques Baumel                          |  | UD-Ve       | Hauts-de-Seine                             |
| Raoul Bayou                             |  | FGDS        | Hérault                                    |
| André Beauguitte                        |  | RI          | Meuse                                      |
| François Bénard                         |  | UD-Ve       | Oise                                       |
| Jean Bénard-Mousseaux                   |  | PDM         | Indre                                      |
| Daniel Benoist                          |  | FGDS        | Nièvre                                     |
| Marcel Béraud                           |  | UD-Ve       | Pas-de-Calais                              |
| Henry Berger                            |  | UD-Ve       | Côte-d'Or                                  |
| Fernand Berthouin                       |  | FGDS        | Indre-et-Loire                             |
| Jean Bertrand                           |  | PCF         | Meurthe-et-Moselle                         |
| André Bettencourt                       |  | RI          | Seine-Maritime                             |
| Jean Bichat                             |  | RI          | Meurthe-et-Moselle                         |
| Albert Bignon                           |  | UD-Ve       | Charente-Maritime                          |
| Laurent Bilbeau                         |  | PCF         | Cher                                       |
| René Billères                           |  | FGDS        | Hautes-Pyrénées                            |
| Pierre Billotte                         |  | UD-Ve       | Val-de-Marne                               |
| François Billoux                        |  | PCF         | Bouches-du-Rhône                           |
| Robert Bisson                           |  | UD-Ve       | Calvados                                   |
| Émile Bizet                             |  | a. UD-Ve    | Manche                                     |
| Henri Blary                             |  | UD-Ve       | Nord                                       |
| Jean Boinvilliers                       |  | UD-Ve       | Cher                                       |
| Raymond Boisdé                          |  | RI          | Cher                                       |
| Christian Bonnet                        |  | RI          | Morbihan                                   |
| Georges Bonnet                          |  | FGDS        | Dordogne                                   |
| André Bord                              |  | UD-Ve       | Bas-Rhin                                   |
| Augustin Bordage                        |  | UD-Ve       | Deux-Sèvres                                |
| Jacques Bordeneuve                      |  | FGDS        | Lot-et-Garonne                             |
| Edmond Borocco                          |  | UD-Ve       | Haut-Rhin                                  |
| Roland Boscary-Monsservin               |  | RI          | Aveyron                                    |
| Michel Boscher                          |  | a. UD-Ve    | Essonne                                    |
| Charles Bosson                          |  | PDM         | Haute-Savoie                               |
| Serge Boucheny                          |  | PCF         | Paris                                      |
| Roland Boudet                           |  | PDM         | Orne                                       |
| Arsène Boulay                           |  | FGDS        | Puy-de-Dôme                                |
| Robert Boulin                           |  | UD-Ve       | Gironde                                    |
| André Boulloche                         |  | FGDS        | Doubs                                      |
| Pierre Bourdellès                       |  | PDM         | Côtes-du-Nord                              |
| Georges Bourgeois                       |  | UD-Ve       | Haut-Rhin                                  |
| Yvon Bourges                            |  | UD-Ve       | Ille-et-Vilaine                            |
| Pierre-Louis Bourgoin                   |  | UD-Ve       | Paris                                      |
| Raymond Bousquet                        |  | UD-Ve       | Paris                                      |
| Marcel Bousseau                         |  | UD-Ve       | Vendée                                     |
| Gabriel Bouthière                       |  | FGDS        | Saône-et-Loire                             |
| Jean Bozzi                              |  | UD-Ve       | Corse                                      |
| Robert Brettes                          |  | FGDS        | Gironde                                    |
| Benjamin Brial                          |  | UD-Ve       | Wallis-et-Futuna                           |
| Edmond Bricout                          |  | UD-Ve       | Aisne                                      |
| Louis Briot                             |  | UD-Ve       | Aube                                       |
| Jean de Broglie                         |  | RI          | Eure                                       |
| André Brugerolle                        |  | PDM         | Charente-Maritime                          |
| Maurice Brugnon                         |  | FGDS        | Aisne                                      |
| Henri-François Buot                     |  | UD-Ve       | Calvados                                   |
| Pierre Buron                            |  | UD-Ve       | Mayenne                                    |
| Georges Bustin                          |  | PCF         | Nord                                       |
| Antoine Caill                           |  | UD-Ve       | Finistère                                  |
| Paul Caillaud                           |  | RI          | Vendée                                     |
| René Caille                             |  | UD-Ve       | Rhône                                      |
| Henry Canacos                           |  | PCF         | Val-d'Oise                                 |
| René Capitant                           |  | a. UD-Ve    | Paris                                      |
| Édouard Carlier                         |  | PCF         | Pas-de-Calais                              |
| Georges Carpentier                      |  | FGDS        | Loire-Atlantique                           |
| René Cassagne                           |  | FGDS        | Gironde                                    |
| Albert Catalifaud                       |  | UD-Ve       | Aisne                                      |
| Maurice Cattin-Bazin                    |  | RI          | Isère                                      |
| Julien Cazelles                         |  | FGDS        | Var                                        |
| Franck Cazenave                         |  | PDM         | Gironde                                    |
| Paul Cermolacce                         |  | PCF         | Bouches-du-Rhône                           |
| Marcel Cerneau                          |  | UD-Ve       | La Réunion                                 |
| Aimé Césaire                            |  | Non inscrit | Martinique                                 |
| Jacques Chaban-Delmas                   |  | UD-Ve       | Gironde                                    |
| Albin Chalandon                         |  | UD-Ve       | Hauts-de-Seine                             |
| Jean Chamant                            |  | RI          | Yonne                                      |
| Jacques Chambaz                         |  | PCF         | Paris                                      |
| Charles de Chambrun                     |  | a. UD-Ve    | Lozère                                     |
| André Chandernagor                      |  | FGDS        | Creuse                                     |
| Jean-Yves Chapalain                     |  | UD-Ve       | Sarthe                                     |
| Pierre Charié                           |  | UD-Ve       | Loiret                                     |
| Pierre Charles                          |  | FGDS        | Côte-d'Or                                  |
| Édouard Charret                         |  | UD-Ve       | Rhône                                      |
| Christian Chauvel                       |  | FGDS        | Loire-Atlantique                           |
| Augustin Chauvet                        |  | UD-Ve       | Cantal                                     |
| André Chazalon                          |  | PDM         | Loire                                      |
| René Chazelle                           |  | FGDS        | Haute-Loire                                |
| Jacques Chirac                          |  | UD-Ve       | Corrèze                                    |
| Bernard Chochoy                         |  | FGDS        | Pas-de-Calais                              |
| Louis Christiaens                       |  | a. UD-Ve    | Nord                                       |
| Eugène Claudius-Petit                   |  | PDM         | Loire                                      |
| Paul Cléricy                            |  | FGDS        | Alpes-Maritimes                            |
| Pierre Clostermann                      |  | UD-Ve       | Yvelines                                   |
| Michel Cointat                          |  | UD-Ve       | Ille-et-Vilaine                            |
| Roger Combrisson                        |  | PCF         | Essonne                                    |
| Jean-Marie Commenay                     |  | a. PDM      | Landes                                     |
| Pierre Cornet                           |  | UD-Ve       | Ardèche                                    |
| Arthur Cornette                         |  | FGDS        | Nord                                       |
| Maurice Cornette                        |  | UD-Ve       | Nord                                       |
| Bernard Cornut-Gentille                 |  | Non inscrit | Alpes-Maritimes                            |
| Roger Coste                             |  | PCF         | Isère                                      |
| Pierre Cot                              |  | a. PCF      | Paris                                      |
| Pierre Couderc                          |  | RI          | Lozère                                     |
| Michel Couillet                         |  | PCF         | Somme                                      |
| Jean Coumaros                           |  | UD-Ve       | Moselle                                    |
| Pierre-Bernard Cousté                   |  | a. UD-Ve    | Rhône                                      |
| Auguste Damette                         |  | UD-Ve       | Nord                                       |
| Liévin Danel                            |  | UD-Ve       | Nord                                       |
| Philippe Danilo                         |  | UD-Ve       | Rhône                                      |
| Fernand Darchicourt                     |  | FGDS        | Pas-de-Calais                              |
| Jean Dardé                              |  | FGDS        | Haute-Garonne                              |
| Henri Darras                            |  | FGDS        | Pas-de-Calais                              |
| Marcel Dassault                         |  | UD-Ve       | Oise                                       |
| Daniel Daviaud                          |  | FGDS        | Charente-Maritime                          |
| Georges Dayan                           |  | FGDS        | Gard                                       |
| Michel Debré                            |  | UD-Ve       | La Réunion                                 |
| Gaston Defferre                         |  | FGDS        | Bouches-du-Rhône                           |
| Jean Degraeve                           |  | UD-Ve       | Marne                                      |
| René Dejean                             |  | FGDS        | Ariège                                     |
| Jean Delachenal                         |  | RI          | Savoie                                     |
| Georges Delatre                         |  | UD-Ve       | Seine-Maritime                             |
| André Delelis                           |  | FGDS        | Pas-de-Calais                              |
| Louis-Alexis Delmas                     |  | UD-Ve       | Aveyron                                    |
| Louis-Jean Delmas                       |  | FGDS        | Tarn-et-Garonne                            |
| Jacques Delong                          |  | UD-Ve       | Haute-Marne                                |
| Claude Delorme                          |  | FGDS        | Basses-Alpes                               |
| Georges Delpech                         |  | FGDS        | Haute-Garonne                              |
| Jean Delvainquière                      |  | FGDS        | Nord                                       |
| Xavier Deniau                           |  | a. UD-Ve    | Loiret                                     |
| Bertrand Denis                          |  | RI          | Mayenne                                    |
| Albert Denvers                          |  | FGDS        | Nord                                       |
| César Depietri                          |  | PCF         | Moselle                                    |
| Charles Deprez                          |  | a. RI       | Hauts-de-Seine                             |
| Henri Deschamps                         |  | FGDS        | Gironde                                    |
| Edmond Desouches                        |  | FGDS        | Eure-et-Loir                               |
| Guy Desson                              |  | a. FGDS     | Ardennes                                   |
| Bernard Destremau                       |  | RI          | Yvelines                                   |
| Émile Didier                            |  | FGDS        | Hautes-Alpes                               |
| Marie-Madeleine Dienesch                |  | a. UD-Ve    | Côtes-du-Nord                              |
| Paul Dijoud                             |  | RI          | Hautes-Alpes                               |
| Pierre Doize                            |  | PCF         | Bouches-du-Rhône                           |
| Jacques Dominati                        |  | RI          | Paris                                      |
| Jacques Douzans                         |  | Non inscrit | Haute-Garonne                              |
| Michel Dreyfus-Schmidt                  |  | FGDS        | Territoire de Belfort                      |
| Guy Ducoloné                            |  | PCF         | Hauts-de-Seine                             |
| Hippolyte Ducos                         |  | FGDS        | Haute-Garonne                              |
| Henri Duffaut                           |  | FGDS        | Vaucluse                                   |
| Jacques Duhamel                         |  | PDM         | Jura                                       |
| Pierre Dumas                            |  | UD-Ve       | Savoie                                     |
| Roland Dumas                            |  | FGDS        | Corrèze                                    |
| Jeannil Dumortier                       |  | FGDS        | Pas-de-Calais                              |
| Fernand Dupuy                           |  | PCF         | Val-de-Marne                               |
| Paul Duraffour                          |  | FGDS        | Saône-et-Loire                             |
| Michel Durafour                         |  | PDM         | Loire                                      |
| André Duroméa                           |  | PCF         | Seine-Maritime                             |
| Roger Dusseaulx                         |  | UD-Ve       | Seine-Maritime                             |
| Henri Duterne                           |  | UD-Ve       | Nord                                       |
| Michel Duval                            |  | RI          | Puy-de-Dôme                                |
| Henri Duvillard                         |  | UD-Ve       | Loiret                                     |
| Guy Ébrard                              |  | FGDS        | Basses-Pyrénées                            |
| Albert Ehm                              |  | UD-Ve       | Bas-Rhin                                   |
| Didier Eloy                             |  | PCF         | Nord                                       |
| Louis Escande                           |  | FGDS        | Saône-et-Loire                             |
| Claude Estier                           |  | FGDS        | Paris                                      |
| Robert Fabre                            |  | FGDS        | Aveyron                                    |
| Jacques Faggianelli                     |  | UD-Ve       | Corse                                      |
| Étienne Fajon                           |  | PCF         | Seine-Saint-Denis                          |
| Jean Falala                             |  | UD-Ve       | Marne                                      |
| André Fanton                            |  | UD-Ve       | Paris                                      |
| Edgar Faure                             |  | a. UD-Ve    | Doubs                                      |
| Gilbert Faure                           |  | FGDS        | Ariège                                     |
| Maurice Faure                           |  | FGDS        | Lot                                        |
| Jean Favre                              |  | UD-Ve       | Haute-Marne                                |
| René Feït                               |  | RI          | Jura                                       |
| Léon Feix                               |  | PCF         | Val-d'Oise                                 |
| Henri Fiévez                            |  | PCF         | Nord                                       |
| Georges Fillioud                        |  | FGDS        | Drôme                                      |
| Bertrand Flornoy                        |  | UD-Ve       | Seine-et-Marne                             |
| Joseph Fontanet                         |  | PDM         | Savoie                                     |
| Pierre Forest                           |  | FGDS        | Nord                                       |
| Roger Fossé                             |  | UD-Ve       | Seine-Maritime                             |
| Christian Fouchet                       |  | UD-Ve       | Meurthe-et-Moselle                         |
| Jacques Fouchier                        |  | PDM         | Deux-Sèvres                                |
| Albert Fouet                            |  | FGDS        | Sarthe                                     |
| Louis Fourmond                          |  | PDM         | Mayenne                                    |
| Jean Foyer                              |  | UD-Ve       | Maine-et-Loire                             |
| Édouard Frédéric-Dupont                 |  | a. PDM      | Paris                                      |
| Henri Fréville                          |  | PDM         | Ille-et-Vilaine                            |
| Roger Frey                              |  | UD-Ve       | Paris                                      |
| Joseph Frys                             |  | a. UD-Ve    | Nord                                       |
| Félix Gaillard                          |  | FGDS        | Charente                                   |
| Edmond Garcin                           |  | PCF         | Bouches-du-Rhône                           |
| Pierre Gaudin                           |  | FGDS        | Var                                        |
| Maurice Georges                         |  | UD-Ve       | Seine-Maritime                             |
| François Gerbaud                        |  | UD-Ve       | Indre                                      |
| Raymond Gernez                          |  | FGDS        | Nord                                       |
| Valéry Giscard d'Estaing                |  | RI          | Puy-de-Dôme                                |
| Pierre Godefroy                         |  | UD-Ve       | Manche                                     |
| Georges Gorse                           |  | UD-Ve       | Hauts-de-Seine                             |
| Georges Gosnat                          |  | PCF         | Val-de-Marne                               |
| Roger Gouhier                           |  | PCF         | Seine-Saint-Denis                          |
| Michel de Grailly                       |  | UD-Ve       | Paris                                      |
| Paul Granet                             |  | UD-Ve       | Aube                                       |
| Fernand Grenier                         |  | PCF         | Seine-Saint-Denis                          |
| Alain Griotteray                        |  | RI          | Val-de-Marne                               |
| François Grussenmeyer                   |  | UD-Ve       | Bas-Rhin                                   |
| Yves Guéna                              |  | UD-Ve       | Dordogne                                   |
| André Guerlin                           |  | FGDS        | Hautes-Pyrénées                            |
| Olivier Guichard                        |  | UD-Ve       | Loire-Atlantique                           |
| Henri Guidet                            |  | FGDS        | Pas-de-Calais                              |
| Raymond Guilbert                        |  | Non inscrit | Manche                                     |
| Georges Guille                          |  | FGDS        | Aude                                       |
| Henri Guillermin                        |  | UD-Ve       | Rhône                                      |
| Marcel Guyot                            |  | PCF         | Allier                                     |
| Michel Habib-Deloncle                   |  | UD-Ve       | Paris                                      |
| Émile Halbout                           |  | PDM         | Orne                                       |
| Yves du Halgouët                        |  | RI          | Morbihan                                   |
| Robert Hauret                           |  | UD-Ve       | Maine-et-Loire                             |
| Nicole de Hauteclocque                  |  | UD-Ve       | Paris                                      |
| Jacques Hébert                          |  | UD-Ve       | Manche                                     |
| Robert Hersant                          |  | FGDS        | Oise                                       |
| Maurice Herzog                          |  | UD-Ve       | Haute-Savoie                               |
| Étienne Hinsberger                      |  | UD-Ve       | Moselle                                    |
| Marcel Hoffer                           |  | UD-Ve       | Vosges                                     |
| Michel Hoguet                           |  | a. UD-Ve    | Eure-et-Loir                               |
| Robert Hostier                          |  | PCF         | Nièvre                                     |
| Marcel Houël                            |  | PCF         | Rhône                                      |
| Xavier Hunault                          |  | Non inscrit | Loire-Atlantique                           |
| Paul Ihuel                              |  | PDM         | Morbihan                                   |
| Michel Inchauspé                        |  | UD-Ve       | Basses-Pyrénées                            |
| Marc Jacquet                            |  | UD-Ve       | Seine-et-Marne                             |
| Michel Jacquet                          |  | PDM         | Loire                                      |
| Louis Jacquinot                         |  | UD-Ve       | Meuse                                      |
| William Jacson                          |  | UD-Ve       | Meurthe-et-Moselle                         |
| Michel Jamot                            |  | UD-Ve       | Yvelines                                   |
| Parfait Jans                            |  | PCF         | Hauts-de-Seine                             |
| André Jarrot                            |  | UD-Ve       | Saône-et-Loire                             |
| Alphonse Jenn                           |  | UD-Ve       | Haut-Rhin                                  |
| Louis Joxe                              |  | UD-Ve       | Rhône                                      |
| Didier Julia                            |  | UD-Ve       | Seine-et-Marne                             |
| Pierre Juquin                           |  | PCF         | Essonne                                    |
| Gabriel Kaspereit                       |  | UD-Ve       | Paris                                      |
| Pierre-Charles Krieg                    |  | UD-Ve       | Paris                                      |
| André Labarrère                         |  | FGDS        | Basses-Pyrénées                            |
| Claude Labbé                            |  | UD-Ve       | Hauts-de-Seine                             |
| Paul Lacavé                             |  | a. PCF      | Guadeloupe                                 |
| René la Combe                           |  | UD-Ve       | Maine-et-Loire                             |
| Robert Lacoste                          |  | FGDS        | Dordogne                                   |
| Bernard Lafay                           |  | PDM         | Paris                                      |
| Pierre Lagorce                          |  | FGDS        | Gironde                                    |
| Roger Lagrange                          |  | FGDS        | Saône-et-Loire                             |
| Jean Lainé                              |  | a. RI       | Eure                                       |
| Charles Lamarque-Cando                  |  | FGDS        | Landes                                     |
| René Lamps                              |  | PCF         | Somme                                      |
| Tony Larue                              |  | FGDS        | Seine-Maritime                             |
| Hervé Laudrin                           |  | UD-Ve       | Morbihan                                   |
| Marceau Laurent                         |  | FGDS        | Nord                                       |
| Paul Laurent                            |  | PCF         | Paris                                      |
| Henri Lavielle                          |  | FGDS        | Landes                                     |
| René Le Bault de La Morinière           |  | UD-Ve       | Maine-et-Loire                             |
| André Lebon                             |  | FGDS        | Ardennes                                   |
| Bastien Leccia                          |  | FGDS        | Bouches-du-Rhône                           |
| François Le Douarec                     |  | UD-Ve       | Ille-et-Vilaine                            |
| Yves Le Foll                            |  | a. FGDS     | Côtes-du-Nord                              |
| Gérard Lehn                             |  | a. UD-Ve    | Bas-Rhin                                   |
| Max Lejeune                             |  | FGDS        | Somme                                      |
| Paul Leloir                             |  | PCF         | Nord                                       |
| Maurice Lemaire                         |  | UD-Ve       | Vosges                                     |
| Marcel Lemoine                          |  | PCF         | Indre                                      |
| Pierre Lepage                           |  | UD-Ve       | Indre-et-Loire                             |
| Bernard Lepeu                           |  | UD-Ve       | Paris                                      |
| Jean-Charles Lepidi                     |  | UD-Ve       | Paris                                      |
| Roland Leroy                            |  | PCF         | Seine-Maritime                             |
| Louis Le Sénéchal                       |  | FGDS        | Pas-de-Calais                              |
| Joël Le Tac                             |  | UD-Ve       | Paris                                      |
| Joël Le Theule                          |  | UD-Ve       | Sarthe                                     |
| Robert Levol                            |  | PCF         | Hauts-de-Seine                             |
| Waldeck L'Huillier                      |  | PCF         | Hauts-de-Seine                             |
| Jacques Limouzy                         |  | UD-Ve       | Tarn                                       |
| Jean de Lipkowski                       |  | UD-Ve       | Charente-Maritime                          |
| Jean Lolive                             |  | PCF         | Seine-Saint-Denis                          |
| Georges Lombard                         |  | PDM         | Finistère                                  |
| Louis Longequeue                        |  | FGDS        | Haute-Vienne                               |
| Charles-Émile Loo                       |  | FGDS        | Bouches-du-Rhône                           |
| Kléber Loustau                          |  | FGDS        | Loir-et-Cher                               |
| Émile Luciani                           |  | UD-Ve       | Somme                                      |
| Gabriel Macé                            |  | UD-Ve       | La Réunion                                 |
| Benoît Macquet                          |  | UD-Ve       | Loire-Atlantique                           |
| Paul Mainguy                            |  | UD-Ve       | Hauts-de-Seine                             |
| Louis Maisonnat                         |  | PCF         | Isère                                      |
| Christian de La Malène                  |  | UD-Ve       | Paris                                      |
| Robert Manceau                          |  | PCF         | Sarthe                                     |
| André Mancey                            |  | PCF         | Pas-de-Calais                              |
| Raymond Marcellin                       |  | RI          | Morbihan                                   |
| Jacques Marette                         |  | UD-Ve       | Paris                                      |
| Bernard Marie                           |  | UD-Ve       | Pyrénées-Atlantiques                       |
| Fernand Marin                           |  | PCF         | Vaucluse                                   |
| Jacques Maroselli                       |  | FGDS        | Haute-Saône                                |
| Jean Masse                              |  | FGDS        | Bouches-du-Rhône                           |
| Marcel Massot                           |  | FGDS        | Basses-Alpes                               |
| Jean-Louis Massoubre                    |  | UD-Ve       | Somme                                      |
| Jacques Maugein                         |  | FGDS        | Gironde                                    |
| Pierre Mauger                           |  | UD-Ve       | Vendée                                     |
| Joseph-Henri Maujoüan du Gasset         |  | RI          | Loire-Atlantique                           |
| Jacques Médecin                         |  | PDM         | Alpes-Maritimes                            |
| Alexis Méhaignerie                      |  | PDM         | Ille-et-Vilaine                            |
| Pierre Mendès France                    |  | FGDS        | Isère                                      |
| Toussaint Merle                         |  | PCF         | Var                                        |
| Louis Mermaz                            |  | FGDS        | Isère                                      |
| Pierre Métayer                          |  | FGDS        | Yvelines                                   |
| Lucien Meunier                          |  | UD-Ve       | Ardennes                                   |
| Edmond Michelet                         |  | UD-Ve       | Finistère                                  |
| Lucien Milhau                           |  | FGDS        | Aude                                       |
| Gilbert Millet                          |  | PCF         | Gard                                       |
| Gabriel Miossec                         |  | UD-Ve       | Finistère                                  |
| François Missoffe                       |  | UD-Ve       | Paris                                      |
| François Mitterrand                     |  | FGDS        | Nièvre                                     |
| Ahmed Mohamed                           |  | UD-Ve       | Comores                                    |
| Guy Mollet                              |  | FGDS        | Pas-de-Calais                              |
| Raymond Mondon                          |  | RI          | Moselle                                    |
| Rémy Montagne                           |  | PDM         | Eure                                       |
| Jean Montalat                           |  | FGDS        | Corrèze                                    |
| Pierre de Montesquiou                   |  | PDM         | Gers                                       |
| Robert Morillon                         |  | PCF         | Marne                                      |
| Pierre Morison                          |  | RI          | Rhône                                      |
| Robert Morlevat                         |  | FGDS        | Côte-d'Or                                  |
| Jean Moulin                             |  | PDM         | Ardèche                                    |
| Arthur Musmeaux                         |  | PCF         | Nord                                       |
| Charles Naveau                          |  | FGDS        | Nord                                       |
| Jean Nègre                              |  | FGDS        | Allier                                     |
| Edmond Nessler                          |  | UD-Ve       | Oise                                       |
| Lucien Neuwirth                         |  | UD-Ve       | Loire                                      |
| Maurice Nilès                           |  | PCF         | Seine-Saint-Denis                          |
| Arthur Notebart                         |  | FGDS        | Nord                                       |
| Roland Nungesser                        |  | UD-Ve       | Val-de-Marne                               |
| Louis Odru                              |  | PCF         | Seine-Saint-Denis                          |
| Raymond Offroy                          |  | UD-Ve       | Seine-Maritime                             |
| Édouard Ollivro                         |  | PDM         | Côtes-du-Nord                              |
| Michel d'Ornano                         |  | RI          | Calvados                                   |
| Louis Orvoën                            |  | PDM         | Finistère                                  |
| Jean-Paul Palewski                      |  | UD-Ve       | Yvelines                                   |
| Francis Palmero                         |  | PDM         | Alpes-Maritimes                            |
| Aimé Paquet                             |  | RI          | Isère                                      |
| Achille Peretti                         |  | UD-Ve       | Hauts-de-Seine                             |
| Louis Périllier                         |  | FGDS        | Yonne                                      |
| Gabriel Péronnet                        |  | FGDS        | Allier                                     |
| Gaston Perrot                           |  | UD-Ve       | Yonne                                      |
| Camille Petit                           |  | UD-Ve       | Martinique                                 |
| Alain Peyrefitte                        |  | UD-Ve       | Seine-et-Marne                             |
| Claude Peyret                           |  | UD-Ve       | Vienne                                     |
| Louis Philibert                         |  | FGDS        | Bouches-du-Rhône                           |
| Georges Pianta                          |  | RI          | Haute-Savoie                               |
| Maurice Pic                             |  | FGDS        | Drôme                                      |
| André Picquot                           |  | RI          | Meurthe-et-Moselle                         |
| Roch Pidjot                             |  | RI          | Nouvelle-Calédonie et Nouvelles-Hébrides   |
| Bernard Pieds                           |  | FGDS        | Aube                                       |
| Olivier de Pierrebourg                  |  | Non inscrit | Creuse                                     |
| Louis Pimont                            |  | FGDS        | Dordogne                                   |
| Edgard Pisani                           |  | UD-Ve       | Maine-et-Loire                             |
| Joseph Planeix                          |  | FGDS        | Puy-de-Dôme                                |
| René Pleven                             |  | PDM         | Côtes-du-Nord                              |
| Suzanne Ploux                           |  | UD-Ve       | Finistère                                  |
| Jean-Marie Poirier                      |  | UD-Ve       | Val-de-Marne                               |
| Georges Pompidou                        |  | UD-Ve       | Cantal                                     |
| Christian Poncelet                      |  | UD-Ve       | Vosges                                     |
| Michel Poniatowski                      |  | RI          | Val-d'Oise                                 |
| Bernard Pons                            |  | UD-Ve       | Lot                                        |
| Étienne Ponseillé                       |  | FGDS        | Hérault                                    |
| Jean Poudevigne                         |  | PDM         | Gard                                       |
| Robert Poujade                          |  | UD-Ve       | Côte-d'Or                                  |
| Gabriel de Poulpiquet                   |  | UD-Ve       | Finistère                                  |
| Pierre Pouyade                          |  | UD-Ve       | Var                                        |
| Roger Prat                              |  | a. FGDS     | Finistère                                  |
| Jean de Préaumont                       |  | UD-Ve       | Paris                                      |
| Jeannette Prin                          |  | PCF         | Pas-de-Calais                              |
| Charles Privat                          |  | FGDS        | Bouches-du-Rhône                           |
| Colette Privat                          |  | PCF         | Seine-Maritime                             |
| René Quentier                           |  | UD-Ve       | Oise                                       |
| Maurice Quettier                        |  | PCF         | Yvelines                                   |
| Guy Rabourdin                           |  | UD-Ve       | Seine-et-Marne                             |
| René Radius                             |  | UD-Ve       | Bas-Rhin                                   |
| Arthur Ramette                          |  | PCF         | Nord                                       |
| André Raust                             |  | FGDS        | Tarn                                       |
| René Regaudie                           |  | FGDS        | Haute-Vienne                               |
| Isidore Renouard                        |  | RI          | Ille-et-Vilaine                            |
| Marcel Restout                          |  | PDM         | Calvados                                   |
| Raymond Réthoré                         |  | UD-Ve       | Charente                                   |
| André Rey                               |  | FGDS        | Haute-Garonne                              |
| Henri Rey                               |  | UD-Ve       | Loire-Atlantique                           |
| Roger Ribadeau-Dumas                    |  | UD-Ve       | Drôme                                      |
| René Ribière                            |  | UD-Ve       | Val-d'Oise                                 |
| Jacques Richard                         |  | UD-Ve       | Val-d'Oise                                 |
| Lucien Richard                          |  | UD-Ve       | Loire-Atlantique                           |
| René Rieubon                            |  | PCF         | Bouches-du-Rhône                           |
| Marcel Rigout                           |  | PCF         | Haute-Vienne                               |
| Georges Ritter                          |  | UD-Ve       | Bas-Rhin                                   |
| Philippe Rivain                         |  | UD-Ve       | Maine-et-Loire                             |
| Paul Rivière                            |  | UD-Ve       | Loire                                      |
| Hector Riviérez                         |  | UD-Ve       | Guyane                                     |
| Jean-Paul de Rocca Serra                |  | UD-Ve       | Corse                                      |
| Louis Roche-Defrance                    |  | Non inscrit | Ardèche                                    |
| Waldeck Rochet                          |  | PCF         | Seine-Saint-Denis                          |
| Émile Roger                             |  | PCF         | Nord                                       |
| Joseph Rosselli                         |  | FGDS        | Rhône                                      |
| André Rossi                             |  | PDM         | Aisne                                      |
| Roger Roucaute                          |  | PCF         | Gard                                       |
| André Rousselet                         |  | FGDS        | Haute-Garonne                              |
| Claude Roux                             |  | UD-Ve       | Paris                                      |
| Jean Royer                              |  | Non inscrit | Indre-et-Loire                             |
| Pierre Ruais                            |  | UD-Ve       | Paris                                      |
| Hubert Ruffe                            |  | PCF         | Lot-et-Garonne                             |
| Guy Sabatier                            |  | UD-Ve       | Aisne                                      |
| Victor Sablé                            |  | a. RI       | Martinique                                 |
| Said Ibrahim bin Said Ali               |  | UD-Ve       | Comores                                    |
| André Salardaine                        |  | UD-Ve       | Charente-Maritime                          |
| Louis Sallé                             |  | UD-Ve       | Loiret                                     |
| Francis Sanford                         |  | RI          | Polynésie française                        |
| Fernand Sauzedde                        |  | FGDS        | Puy-de-Dôme                                |
| Joseph Schaff                           |  | a. PDM      | Moselle                                    |
| Édouard Schlœsing                       |  | FGDS        | Lot-et-Garonne                             |
| Maurice Schnebelen                      |  | RI          | Moselle                                    |
| Raymond Scholer                         |  | UD-Ve       | Haut-Rhin                                  |
| Maurice Schumann                        |  | UD-Ve       | Nord                                       |
| Julien Schvartz                         |  | UD-Ve       | Moselle                                    |
| Gilbert Sénès                           |  | FGDS        | Hérault                                    |
| Georges Spénale                         |  | FGDS        | Tarn                                       |
| Germain Sprauer                         |  | UD-Ve       | Bas-Rhin                                   |
| Pierre Sudreau                          |  | PDM         | Loir-et-Cher                               |
| Jean Taittinger                         |  | UD-Ve       | Marne                                      |
| Alain Terrenoire                        |  | UD-Ve       | Loire                                      |
| Louis Terrenoire                        |  | UD-Ve       | Orne                                       |
| Raymond Tézier                          |  | FGDS        | Isère                                      |
| Georges Thomas                          |  | UD-Ve       | Moselle                                    |
| Jacqueline Thome-Patenôtre              |  | FGDS        | Yvelines                                   |
| René Tomasini                           |  | UD-Ve       | Eure                                       |
| André Tourné                            |  | PCF         | Pyrénées-Orientales                        |
| Raymond Triboulet                       |  | UD-Ve       | Calvados                                   |
| Jacques Trorial                         |  | UD-Ve       | Meurthe-et-Moselle                         |
| Marie-Claude Vaillant-Couturier         |  | PCF         | Val-de-Marne                               |
| Raymond Valenet                         |  | UD-Ve       | Seine-Saint-Denis                          |
| Jean Valentin                           |  | PDM         | Charente                                   |
| Paul Valentino                          |  | UD-Ve       | Guadeloupe                                 |
| Jean Valleix                            |  | UD-Ve       | Gironde                                    |
| Francis Vals                            |  | FGDS        | Aude                                       |
| Jacques Vendroux                        |  | UD-Ve       | Pas-de-Calais                              |
| Jacques-Philippe Vendroux               |  | UD-Ve       | Saint-Pierre-et-Miquelon                   |
| Antonin Ver                             |  | FGDS        | Tarn-et-Garonne                            |
| Claire Vergnaud                         |  | PCF         | Paris                                      |
| Guy de La Verpillière                   |  | RI          | Ain                                        |
| Pierre Vertadier                        |  | UD-Ve       | Vienne                                     |
| Paul Vignaux                            |  | FGDS        | Gers                                       |
| Lucien Villa                            |  | PCF         | Paris                                      |
| Pierre Villon                           |  | PCF         | Allier                                     |
| Georges Vinson                          |  | FGDS        | Rhône                                      |
| Pierre Vitter                           |  | RI          | Haute-Saône                                |
| Robert-André Vivien                     |  | UD-Ve       | Val-de-Marne                               |
| Émile Vivier                            |  | FGDS        | Eure-et-Loir                               |
| Robert Vizet                            |  | PCF         | Essonne                                    |
| Albert Voilquin                         |  | RI          | Vosges                                     |
| André-Georges Voisin                    |  | a. UD-Ve    | Indre-et-Loire                             |
| Robert Wagner                           |  | UD-Ve       | Yvelines                                   |
| Pierre Weber                            |  | RI          | Meurthe-et-Moselle                         |
| Jacques Weinman                         |  | UD-Ve       | Doubs                                      |
| Alfred Westphal                         |  | UD-Ve       | Bas-Rhin                                   |
| Gérard Yvon                             |  | FGDS        | Loir-et-Cher                               |
| Pierre Ziller                           |  | UD-Ve       | Alpes-Maritimes                            |
| Raymond Zimmermann                      |  | UD-Ve       | Haut-Rhin                                  |